# Station Świdnik
Station Świdnik is een spoorwegstation in de Poolse plaats Świdnik.